# Le vernis craque
Pour plus de détails, voir Fiche technique et Distribution.
Le vernis craque est un téléfilm français en deux parties de Daniel Janneau, diffusé pour la première fois le 19 janvier 2011 sur France 2.

## Synopsis

### Partie 1: Le déjeuner des canotiers
Auguste Renoir et ses amis se trouvent sur la terrasse de la Maison Fournaise, une guinguette à Chatou. Renoir s'impatiente : il veut composer un tableau, qu'il intitulera Le Déjeuner des canotiers, mais tout le monde bavarde et bouge. La pose est interrompue lorsque le corps d'une femme est repêché dans la Seine. Toute la troupe se précipite mais la bonne humeur s'est envolée.

### Partie 2: Un bal au Moulin de la Galette
Au Moulin de la Galette, Toulouse-Lautrec discute avec Angèle, revenue de Limoges. Ils décident d'aller à Argenteuil. À leur retour, l'atelier du peintre a été cambriolé.

## Fiche technique
- Réalisateur : Daniel Janneau
- Scénario : Daniel Janneau, Anne-Marie Catois et Frédéric Ferney
- Musique : Jean-Marie Sénia
- Date de diffusion : le 19 janvier 2011 sur France 2
- Durée : 2 × 55 minutes

## Distribution
- Bruno Slagmulder : Renoir
- Laurent Levy : Henri de Toulouse-Lautrec
- Gaëlle Bona : Aline
- Christophe Reymond : Gustave Caillebotte
- Stéphanie Pasterkamp : Angèle
- Philippe Bas : Georges
- Michel Bompoil : le Baron Barbier
- Christophe Laparra : Jules Laforgue
- Jean-Luc Porraz : Durand-Ruel
- Marc Berman : Charles Ephrussi
- Hervé Briaux : Emmanuel Chabrier
- Sandra Valentin : Ellen André
- Charlotte Maury-Sentier : la mère d'Aline
- Jean-Luc Porraz : Durand-Ruel
- Eva Mazauric : Jeanne Samary
- Bruno Chapelle : Eugène Lestringuez
- Alexia Quintin : Alphonsine Fournaise
- Solène Bouton : Valentine
- Sophie Artur : Mme Camille
- Philippe Faure : Docteur Henri Bourges
- Patrick Juiff : Victor
- Loïc Corbery : Armand
- Sophie de La Rochefoucauld : Simone
- Stéphanie Bataille : Yvette
- Isabelle Tanakil : la mère d'Armand